# Campeonato Argentino de Mayores 2000
El Campeonato Argentino de Mayores de 2000 fue la quincuagésimo-sexta edición del torneo de uniones regionales organizado por la Unión Argentina de Rugby. El torneo se llevó a cabo entre el 30 de septiembre y el 4 de noviembre de 2000, disputándose nuevamente en la segunda parte del año luego de cinco temporadas.
La Zona Campeonato del torneo volvió disputarse bajo el formato utilizado previo a la temporada de 1996: la Zona se dividió en dos grupos de cuatro equipos cada uno, con los dos mejores de cada grupo clasificando a una fase final a eliminación directa. A diferencia del formato anteriormente utilizado, la fase final no se disputó en una sede única, como se había realizado entre 1966 y 1995. 
El seleccionado de la URBA ganó el campeonato al vencer 35-16 en la final a la Unión de Rugby de Tucumán, obteniendo el vigésimo-noveno título para Buenos Aires y el tercero de forma consecutiva. La final se disputó en las instalaciones de Tucumán Lawn Tennis Club en San Miguel de Tucumán.

## Equipos participantes
Disputaron esta edición las selecciones de veintidós uniones provinciales: seis en la Zona Campeonato, seis en la Zona Ascenso y diez en la Zona Estímulo.
| División                  | Equipo              | Unión                                                     |
| ------------------------- | ------------------- | --------------------------------------------------------- |
| Zona Campeonato 8 equipos | Buenos Aires        | Unión de Rugby de Buenos Aires                            |
| Zona Campeonato 8 equipos | Córdoba             | Unión Cordobesa de Rugby                                  |
| Zona Campeonato 8 equipos | Cuyo                | Unión de Rugby de Cuyo                                    |
| Zona Campeonato 8 equipos | Mar del Plata       | Unión de Rugby de Mar del Plata                           |
| Zona Campeonato 8 equipos | San Juan            | Unión Sanjuanina de Rugby                                 |
| Zona Campeonato 8 equipos | Santa Fe            | Unión Santafesina de Rugby                                |
| Zona Campeonato 8 equipos | Rosario             | Unión de Rugby de Rosario                                 |
| Zona Campeonato 8 equipos | Tucumán             | Unión de Rugby de Tucumán                                 |
| Zona Ascenso 6 equipos    | Alto Valle          | Unión de Rugby del Alto Valle de Río Negro y Neuquén      |
| Zona Ascenso 6 equipos    | Chubut              | Unión de Rugby del Valle de Chubut                        |
| Zona Ascenso 6 equipos    | Entre Ríos          | Unión Entrerriana de Rugby                                |
| Zona Ascenso 6 equipos    | Nordeste            | Unión de Rugby del Nordeste                               |
| Zona Ascenso 6 equipos    | Salta               | Unión de Rugby de Salta                                   |
| Zona Ascenso 6 equipos    | Sur                 | Unión de Rugby del Sur                                    |
| Zona Estímulo 8 equipos   | Austral             | Unión de Rugby Austral                                    |
| Zona Estímulo 8 equipos   | Centro              | Unión de Rugby del Centro de la Provincia de Buenos Aires |
| Zona Estímulo 8 equipos   | Formosa             | Unión de Rugby de Formosa                                 |
| Zona Estímulo 8 equipos   | Jujuy               | Unión Jujeña de Rugby                                     |
| Zona Estímulo 8 equipos   | La Rioja            | Unión Riojana de Rugby                                    |
| Zona Estímulo 8 equipos   | Misiones            | Unión de Rugby de Misiones                                |
| Zona Estímulo 8 equipos   | Oeste               | Unión de Rugby del Oeste de Buenos Aires                  |
| Zona Estímulo 8 equipos   | Santiago del Estero | Unión Santiagueña de Rugby                                |

## Formato
Los veintidós equipos participantes fueron divididos en tres categorías: Zona Campeonato, Zona Ascenso y Zona Estímulo.
Zona Campeonato
La Zona Campeonato se dividió en dos subzonas (A y B) de cuatro equipos cada una. Cada subzona se resolvió con el sistema de todos contra todos a una sola ronda y alternando encuentros de local y visitante. Los primeros y segundos de cada subzona clasificaron a las fases finales.
Los terceros y cuartos de cada subzona disputaron dos encuentros para definir los descensos. El tercero de la subzona A enfrentó al cuarto de la subzona B y viceversa. Los perdedores de cada encuentro descendieron a la Zona Ascenso de la siguiente edición.
Zona Ascenso
La Zona Ascenso estuvo compuesta por seis equipos y se resolvió con el sistema de todos contra todos a una sola ronda y alternando encuentros de local y visitante. Los dos mejores equipos al final del torneo ascendieron a la Zona Campeonato de la siguiente edición. No hubo descensos a la Zona Estímulo esta temporada.
Zona Estímulo
La Zona Estímulo estuvo divida en dos subzonas de cuatro equipos cada una. Cada subzona se resolvió con el sistema de todos contra todos a una sola ronda y alternando encuentros de local y visitante. Los ganadores de cada subzona ascendieron a la Zona Ascenso de la siguiente edición.
Fase final
En la fase final, los cuatro equipos provenientes de la Zona Campeonato disputaron encuentros a eliminación directa (semifinales y final). El primero de la subzona A enfrentó al segundo de la subzona B y viceversa, con los primeros actuando como locales en las semifinales.

## Zona Campeonato

### Subzona A
| Pos. | Equipos      | Partidos | Partidos | Partidos | Tantos | Tantos | Tantos | Pts. |
| Pos. | Equipos      | G        | E        | P        | PF     | PC     | DP     | Pts. |
| ---- | ------------ | -------- | -------- | -------- | ------ | ------ | ------ | ---- |
| 1.°  | Buenos Aires | 3        | 0        | 0        | 195    | 45     | +150   | 6    |
| 2.°  | Rosario      | 2        | 0        | 1        | 99     | 115    | -16    | 4    |
| 3.°  | San Juan     | 1        | 0        | 2        | 49     | 88     | -39    | 2    |
| 4.°  | Santa Fe     | 0        | 0        | 3        | 44     | 139    | -95    | 0    |

|  | Clasifica a fase final       |
|  | Juega play-offs por descenso |

| 7 de octubre | Buenos Aires | 70 - 7  | Santa Fe | San Isidro Club, San Isidro         |                                     |
|              |              | Reporte |          | Árbitro(s): Daniel Jabase (Córdoba) | Árbitro(s): Daniel Jabase (Córdoba) |

| 7 de octubre | Rosario | 30 - 11 | San Juan | Duendes Rugby Club, Rosario |  |
|              |         | Reporte |          |                             |  |

| 14 de octubre | San Juan | 18 - 49 | Buenos Aires | San Juan Rugby Club, San Juan       |                                     |
|               |          | Reporte |              | Árbitro(s): Rafael Molina (Mendoza) | Árbitro(s): Rafael Molina (Mendoza) |

| 14 de octubre | Rosario | 49 - 28 | Santa Fe | Duendes Rugby Club, Rosario |  |
|               |         | Reporte |          |                             |  |

| 21 de octubre | Buenos Aires | 76 - 20 | Rosario | CASI, San Isidro                     |                                      |
|               |              | Reporte |         | Árbitro(s): Marcelo Abdala (Tucumán) | Árbitro(s): Marcelo Abdala (Tucumán) |

| 21 de octubre | San Juan | 9 - 20 | Santa Fe |  |  |

### Subzona B
| Pos. | Equipos       | Partidos | Partidos | Partidos | Tantos | Tantos | Tantos | Pts. |
| Pos. | Equipos       | G        | E        | P        | PF     | PC     | DP     | Pts. |
| ---- | ------------- | -------- | -------- | -------- | ------ | ------ | ------ | ---- |
| 1.°  | Tucumán       | 3        | 0        | 0        | 96     | 69     | +27    | 6    |
| 2.°  | Córdoba       | 1        | 0        | 2        | 98     | 80     | +18    | 2    |
| 3.°  | Mar del Plata | 1        | 0        | 2        | 67     | 81     | -14    | 2    |
| 4.°  | Cuyo          | 1        | 0        | 2        | 51     | 82     | -31    | 2    |

|  | Clasifica a fase final       |
|  | Juega play-offs por descenso |

| 7 de octubre | Córdoba | 44 - 10 | Cuyo | Jockey Club, Córdoba                                                |                                                                     |
|              |         | Reporte |      | Asistencia: 1000 espectadores Árbitro(s): Carlos Molinari (Rosario) | Asistencia: 1000 espectadores Árbitro(s): Carlos Molinari (Rosario) |

| 7 de octubre | Tucumán | 32 - 23 | Mar del Plata |  |  |

| 14 de octubre | Córdoba | 33 - 38 | Mar del Plata | Tala Rugby Club, Córdoba                    |                                             |
|               |         | Reporte |               | Árbitro(s): Ricardo Ponce de León (Tucumán) | Árbitro(s): Ricardo Ponce de León (Tucumán) |

| 14 de octubre | Cuyo | 25 - 32 | Tucumán | Marista Rugby Club, Mendoza |  |
|               |      | Reporte |         |                             |  |

| 21 de octubre | Tucumán | 32 - 21 | Córdoba | La Caldera del Parque, Lawn Tennis, Tucumán |                               |
|               |         | Reporte |         | Asistencia: 6000 espectadores               | Asistencia: 6000 espectadores |

| 21 de octubre | Mar del Plata | 6 - 16  | Cuyo |  |  |
|               |               | Reporte |      |  |  |

### Descenso
Los perdedores de estos encuentros descendieron a la Zona Ascenso de la siguiente edición.
| 28 de octubre | San Juan | 24 - 27 | Cuyo |  |  |

| 28 de octubre | Mar del Plata | 44 - 12 | Santa Fe |  |  |

## Zona Ascenso
| Pos. | Equipos    | Partidos | Partidos | Partidos | Tantos | Tantos | Tantos | Pts. |
| Pos. | Equipos    | G        | E        | P        | PF     | PC     | DP     | Pts. |
| ---- | ---------- | -------- | -------- | -------- | ------ | ------ | ------ | ---- |
| 1.°  | Salta      | 5        | 0        | 0        | 160    | 55     | +105   | 10   |
| 2.°  | Chubut     | 4        | 0        | 1        | 94     | 126    | -32    | 8    |
| 3.°  | Sur        | 2        | 0        | 3        | 121    | 135    | -14    | 4    |
| 4.°  | Entre Ríos | 1        | 1        | 3        | 127    | 162    | -35    | 3    |
| 5.°  | Nordeste   | 1        | 1        | 3        | 79     | 101    | -22    | 3    |
| 6.°  | Alto Valle | 1        | 0        | 4        | 115    | 117    | -2     | 2    |

|  | Asciende a Zona Campeonato 2001 |

Primera fecha
| 30 de septiembre | Alto Valle | 9 - 19  | Chubut | Marabunta Rugby Club, Cipolletti |                                  |
|                  |            | Reporte |        | Árbitro(s): Rafael Molina (Cuyo) | Árbitro(s): Rafael Molina (Cuyo) |

| 30 de septiembre | Sur | 13 - 9 | Nordeste |  |  |

| 30 de septiembre | Entre Ríos | 5 - 26 | Salta |  |  |

Segunda fecha
| 7 de octubre | Chubut | 21 - 18 | Sur |  |  |

| 7 de octubre | Alto Valle | 36 - 16 | Entre Ríos | Neuquén Rugby Club, Neuquén          |                                      |
|              |            | Reporte |            | Árbitro(s): Gustavo Paulín (Córdoba) | Árbitro(s): Gustavo Paulín (Córdoba) |

| 7 de octubre | Salta | 25 - 6 | Nordeste |  |  |

Tercera fecha
| 14 de octubre | Chubut | 34 - 27 | Entre Ríos |  |  |

| 14 de octubre | Sur | 19 - 24 | Salta |  |  |

| 14 de octubre | Nordeste | 28 - 20 | Alto Valle | Taraguy Rugby Club, Corrientes |  |
|               |          | Reporte |            |                                |  |

Cuarta fecha
| 21 de octubre | Entre Ríos | 31 - 31 | Nordeste |  |  |

| 21 de octubre | Sur | 36 - 33 | Alto Valle |  |  |

| 21 de octubre | Salta | 67 - 8 | Chubut |  |  |

Quinta fecha
| 28 de octubre | Alto Valle | 17 - 18 | Salta | Roca Rugby Club, General Roca      |                                    |
|               |            | Reporte |       | Árbitro(s): Martín Cesarsky (URBA) | Árbitro(s): Martín Cesarsky (URBA) |

| 28 de octubre | Nordeste | 5 - 12 | Chubut |  |  |

| 28 de octubre | Entre Ríos | 48 - 35 | Sur |  |  |

## Zona Estímulo

### Subzona A
| Pos. | Equipos  | Partidos | Partidos | Partidos | Tantos | Tantos | Tantos | Pts. |
| Pos. | Equipos  | G        | E        | P        | PF     | PC     | DP     | Pts. |
| ---- | -------- | -------- | -------- | -------- | ------ | ------ | ------ | ---- |
| 1.°  | Austral  | 2        | 0        | 1        | 59     | 26     | +33    | 4    |
| 2.°  | Oeste    | 2        | 0        | 1        | 30     | 45     | -15    | 4    |
| 3.°  | La Rioja | 2        | 0        | 1        | 47     | 44     | +3     | 4    |
| 4.°  | Centro   | 0        | 0        | 3        | 39     | 60     | -21    | 0    |

|  | Asciende a Zona Ascenso 2001 |

| 7 de octubre | Austral | 32 - 0 | Oeste |  |  |

| 7 de octubre | Centro | 23 - 24 | La Rioja |  |  |

| 14 de octubre | Centro | 6 - 19 | Oeste |  |  |

| 14 de octubre | La Rioja | 16 - 10 | Austral |  |  |

| 21 de octubre | Austral | 17 - 10 | Centro |  |  |

| 21 de octubre | Oeste | 11 - 7 | La Rioja |  |  |

### Subzona B
| Pos. | Equipos         | Partidos | Partidos | Partidos | Tantos | Tantos | Tantos | Pts. |
| Pos. | Equipos         | G        | E        | P        | PF     | PC     | DP     | Pts. |
| ---- | --------------- | -------- | -------- | -------- | ------ | ------ | ------ | ---- |
| 1.°  | Sgo. del Estero | 3        | 0        | 0        | 174    | 30     | +144   | 6    |
| 2.°  | Misiones        | 2        | 0        | 1        | 75     | 75     | +0     | 4    |
| 3.°  | Formosa         | 1        | 0        | 2        | 90     | 82     | +8     | 2    |
| 4.°  | Jujuy           | 0        | 0        | 3        | 24     | 176    | -152   | 0    |

|  | Asciende a Zona Ascenso 2001 |

| 7 de octubre | Misiones | 20 - 35 | Santiago del Estero |  |  |

| 7 de octubre | Formosa | 57 - 7 | Jujuy |  |  |

| 14 de octubre | Formosa | 3 - 35 | Santiago del Estero |  |  |

| 14 de octubre | Jujuy | 10 - 15 | Misiones |  |  |

| 21 de octubre | Misiones | 40 - 30 | Formosa |  |  |

| 21 de octubre | Santiago del Estero | 104 - 7 | Jujuy |  |  |

## Fase final
Las fases finales del torneo se disputaron el 28 de octubre y el 4 de noviembre. Los primeros de cada grupo de la Zona Campeonato, la Unión de Rugby de Buenos Aires y la Unión de Rugby de Tucumán, actuaron como locales en las semifinales. Tucumán fue elegida como sede de la final a través de un sorteo.
|  | Semifinales   | Semifinales   | Semifinales   |              |         | Final          | Final          | Final          |  |
|  | 28 de octubre | 28 de octubre | 28 de octubre |              |         | 4 de noviembre | 4 de noviembre | 4 de noviembre |  |
|  |               |               |               |              |         |                |                |                |  |
|  |               |               |               |              |         |                |                |                |  |
|  | Tucumán       | Tucumán       | 38            |              |         |                |                |                |  |
|  | Tucumán       | Tucumán       | 38            |              |         |                |                |                |  |
|  | Rosario       | Rosario       | 35            |              |         |                |                |                |  |
|  | Rosario       | Rosario       | 35            |              | Tucumán | Tucumán        | 16             |                |  |
|  |               |               |               |              | Tucumán | Tucumán        | 16             |                |  |
|  |               |               | Buenos Aires  | Buenos Aires | 35      |                |                |                |  |
|  | Buenos Aires  | Buenos Aires  | Buenos Aires  | Buenos Aires | 35      | 43             |                |                |  |
|  | Buenos Aires  | Buenos Aires  |               |              |         | 43             |                |                |  |
|  | Córdoba       | Córdoba       | 21            |              |         |                |                |                |  |
|  | Córdoba       | Córdoba       | 21            |              |         |                |                |                |  |
|  |               |               |               |              |         |                |                |                |  |

### Semifinales
| 28 de octubre | Tucumán | 38 - 35 | Rosario | Tucumán Lawn Tennis, Tucumán |  |
|               |         | Reporte |         |                              |  |

| 28 de octubre | Buenos Aires | 43 - 21 | Córdoba | CASI, San Isidro                |                                 |
|               |              | Reporte |         | Árbitro(s): Joel Dumé (Francia) | Árbitro(s): Joel Dumé (Francia) |

### Final
| 4 de noviembre | Tucumán | 16 - 35 | Buenos Aires | Tucumán Lawn Tennis, Tucumán                                   |                                                                |
|                |         | Reporte |              | Asistencia: 10000 espectadores Árbitro(s): Joel Dumé (Francia) | Asistencia: 10000 espectadores Árbitro(s): Joel Dumé (Francia) |

|                        |
| Buenos Aires Campeón   |
| Vigésimo-noveno título |